# Campionati tedeschi di sci alpino 1998
I Campionati tedeschi di sci alpino 1998 si svolsero a Innerkrems, in Austria, e a Todtnau dal 1º marzo al 2 aprile. Il programma incluse gare di discesa libera, supergigante, slalom gigante e slalom speciale, sia maschili sia femminili.
Trattandosi di competizioni valide anche ai fini del punteggio FIS, vi parteciparono anche sciatori di altre federazioni, senza che questo consentisse loro di concorrere al titolo nazionale tedesco.

## Risultati

### Uomini

#### Discesa libera
| Pos. | Atleta            | Nazione       | Tempo   |
| ---- | ----------------- | ------------- | ------- |
| 1    | Stefan Krauß      | Germania      | 1:20,09 |
| 2    | Stefan Stankalla  | Germania      | 1:20,67 |
| 3    | Peter Pen         | Slovenia      | 1:20,81 |
| 4    | Aleš Brezavšček   | Slovenia      | 1:20,87 |
| 5    | Jernej Koblar     | Slovenia      | 1:20,82 |
| 6    | Jürgen Hasler     | Liechtenstein | 1:20,93 |
| 7    | Ožbi Ošlak        | Slovenia      | 1:20,95 |
| 8    | Christian Pichler | Austria       | 1:21,19 |
| 9    | Florian Eckert    | Germania      | 1:21,37 |
| 10   | Claudio Dietrich  | Austria       | 1:21,46 |

Data: 31 marzo

Località: Innerkrems

#### Supergigante
| Pos. | Atleta             | Nazione       | Tempo   |
| ---- | ------------------ | ------------- | ------- |
| 1    | Peter Pen          | Slovenia      | 1:17,55 |
| 2    | Norbert Holzknecht | Austria       | 1:17,91 |
| 3    | Tobias Barnerssoi  | Germania      | 1:17,92 |
| 4    | Fritz Strobl       | Austria       | 1:18,02 |
| 5    | Peter Rzehak       | Austria       | 1:18,31 |
| 6    | Stefan Stankalla   | Germania      | 1:18,34 |
| 7    | Stefan Krauß       | Germania      | 1:18,45 |
| 8    | Gregor Šparovec    | Slovenia      | 1:18,51 |
| 9    | Jürgen Hasler      | Liechtenstein | 1:18,67 |
| 10   | Karl Strasser      | Austria       | 1:18,72 |

Data: 2 aprile

Località: Innerkrems

#### Slalom gigante
| Pos. | Atleta            | Nazione     | Tempo   |
| ---- | ----------------- | ----------- | ------- |
| 1    | Thomas Lödler     | Croazia     | 1:37,47 |
| 2    | Alois Vogl        | Germania    | 1:37,57 |
| 3    | Stefan Stankalla  | Germania    | 1:37,87 |
| 4    | Markus Eberle     | Germania    | 1:37,91 |
| 5    | Tobias Barnerssoi | Germania    | 1:37,93 |
| 6    | Mario Reiter      | Austria     | 1:38,52 |
| 7    | Alain Baxter      | Regno Unito | 1:39,36 |
| 8    | Gerhard Speiser   | Germania    | 1:39,58 |
| 9    | Mario Fischer     | Austria     | 1:40,85 |
| 10   | Ross Green        | Regno Unito | 1:40,96 |

Data: 22 marzo

Località: Todtnau

#### Slalom speciale
| Pos. | Atleta              | Nazione     | Tempo   |
| ---- | ------------------- | ----------- | ------- |
| 1    | Markus Eberle       | Germania    | 1:48,49 |
| 2    | Thomas Lödler       | Croazia     | 1:50,64 |
| 3    | Alain Baxter        | Regno Unito | 1:50,82 |
| 4    | Stefan Stankalla    | Germania    | 1:52,08 |
| 5    | Martin Brandlhuber  | Germania    | 1:52,57 |
| 6    | Martin Kraus        | Germania    | 1:53,59 |
| 7    | Günther Mast        | Germania    | 1:54,66 |
| 8    | Tobias Barnerssoi   | Germania    | 1:55,23 |
| 9    | John Moulder-Brown  | Regno Unito | 1:56,20 |
| 10   | Gerhard Stemplinger | Germania    | 1:56,24 |

Data: 1º marzo

Località: Todtnau

### Donne

#### Discesa libera
| Pos. | Atleta                    | Nazione   | Tempo   |
| ---- | ------------------------- | --------- | ------- |
| 1    | Regina Häusl              | Germania  | 1:23,42 |
| 2    | Miriam Vogt               | Germania  | 1:23,95 |
| 3    | Selina Heregger           | Austria   | 1:24,23 |
| 4    | Elisabeth Brandner        | Germania  | 1:24,60 |
| 5    | Petra Haltmayr            | Germania  | 1:24,67 |
| 6    | Janica Kostelić           | Croazia   | 1:24,93 |
| 7    | Lucie Hrstková            | Rep. Ceca | 1:24,97 |
| 8    | Carolina Waidhofer-Dummer | Austria   | 1:25,00 |
| 9    | Tamara Müller             | Svizzera  | 1:25,02 |
| 10   | Michaela Kofler           | Austria   | 1:25,49 |

Data: 31 marzo

Località: Innerkrems

#### Supergigante
| Pos. | Atleta           | Nazione   | Tempo   |
| ---- | ---------------- | --------- | ------- |
| 1    | Janica Kostelić  | Croazia   | 1:20,85 |
| 2    | Miriam Vogt      | Germania  | 1:21,20 |
| 3    | Regina Häusl     | Germania  | 1:21,59 |
| 4    | Selina Heregger  | Austria   | 1:21,68 |
| 5    | Tamara Müller    | Svizzera  | 1:21,94 |
| 6    | Tina Bogataj     | Slovenia  | 1:21,97 |
| 7    | Veronika Thanner | Austria   | 1:22,01 |
| 8    | Lucie Hrstková   | Rep. Ceca | 1:22,03 |
| 9    | Petra Haltmayr   | Germania  | 1:22,27 |
| 10   | Anja Kalan       | Slovenia  | 1:22,44 |

Data: 2 aprile

Località: Innerkrems

#### Slalom gigante
| Pos. | Atleta           | Nazione  | Tempo   |
| ---- | ---------------- | -------- | ------- |
| 1    | Katja Seizinger  | Germania | 1:45,01 |
| 2    | Martina Ertl     | Germania | 1:45,50 |
| 3    | Stefanie Wolf    | Germania | 1:47,20 |
| 4    | Simone Behringer | Germania | 1:47,70 |
| 5    | Patrizia Auer    | Italia   | 1:48,09 |
| 6    | Alexandra Kolier | Germania | 1:48,50 |
| 7    | Katrin Holzer    | Austria  | 1:48,62 |
| 8    | Annemarie Gerg   | Germania | 1:48,81 |
| 9    | Sibylle Brauner  | Germania | 1:49,05 |
| 10   | Monika Bergmann  | Germania | 1:49,57 |

Data: 20 marzo

Località: Todtnau

#### Slalom speciale
| Pos. | Atleta               | Nazione  | Tempo   |
| ---- | -------------------- | -------- | ------- |
| 1    | Martina Ertl         | Germania | 1:35,46 |
| 2    | Katja Seizinger      | Germania | 1:36,84 |
| 3    | Annemarie Gerg       | Germania | 1:39,06 |
| 4    | Stefanie Luckmaier   | Germania | 1:41,31 |
| 5    | Maren Günter         | Germania | 1:41,56 |
| 6    | Elisabeth Kögl       | Germania | 1:42,92 |
| 7    | Stefanie Stemmer     | Germania | 1:42,94 |
| 8    | Sandra Schleicher    | Germania | 1:43,27 |
| 9    | Carina Raich         | Austria  | 1:43,30 |
| 10   | Christina Fehrenbach | Germania | 1:43,96 |

Data: 1º marzo

Località: Todtnau